# مسبار الجاذبية B

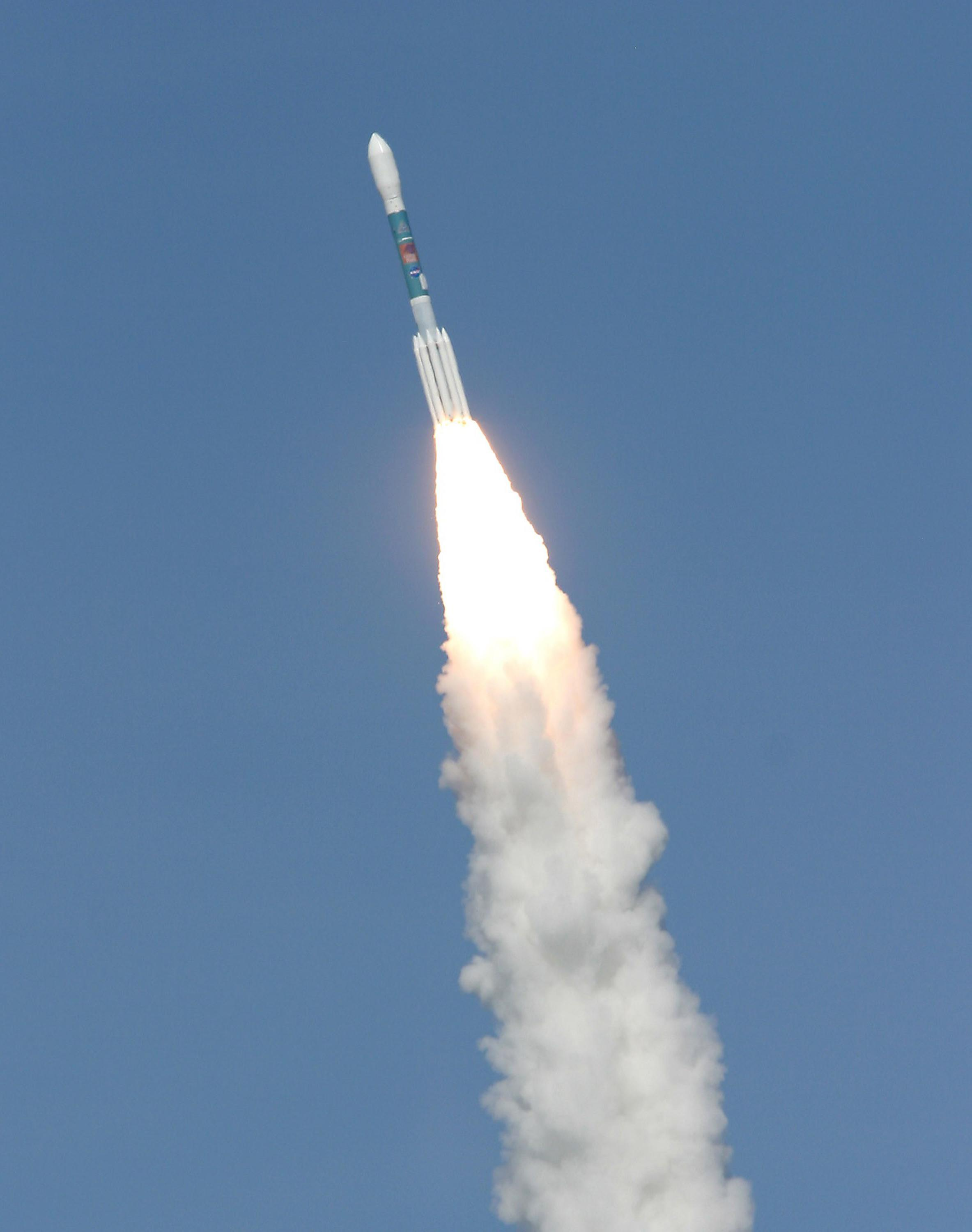
.

مسبار الجاذبية  أو مسبار فضائي ب لقياس الجاذبية  في الفلك وبعثات فضاء (بالإنجليزية:Gravity Probe B) هو قمر صناعي أطلقته ناسا على متن صاروخ حامل من نوع دلتا 2 في 20 أبريل 2004 بغرض قياس الجاذبية في الفضاء.
وتهتم قياسات مسبار ب لقياس الجاذبية لقياس انحناء الزمكان بالقرب من الأرض ووصف حركة الأجسام في الفضاء القريب من الأرض. تتضمن القياسات أختبارات على النظرية النسبية لأينشتاين ونموذج متعلق ب مغناطيسية الجاذبية gravitomagnetism.

وقد أيدت النتائج الأولية تأثيرات المغناطيسية الأرضية إلى درجة عالية من الدقة، نسبة خطأ تبلغ 1% فقط.

ثم نشرت ناسا في ديسمبر 2008 أن تأثير دوران الأرض قد قاسه الجهاز بخطأ مقداره 0.5 % فقط.

## مقدمة
.]]

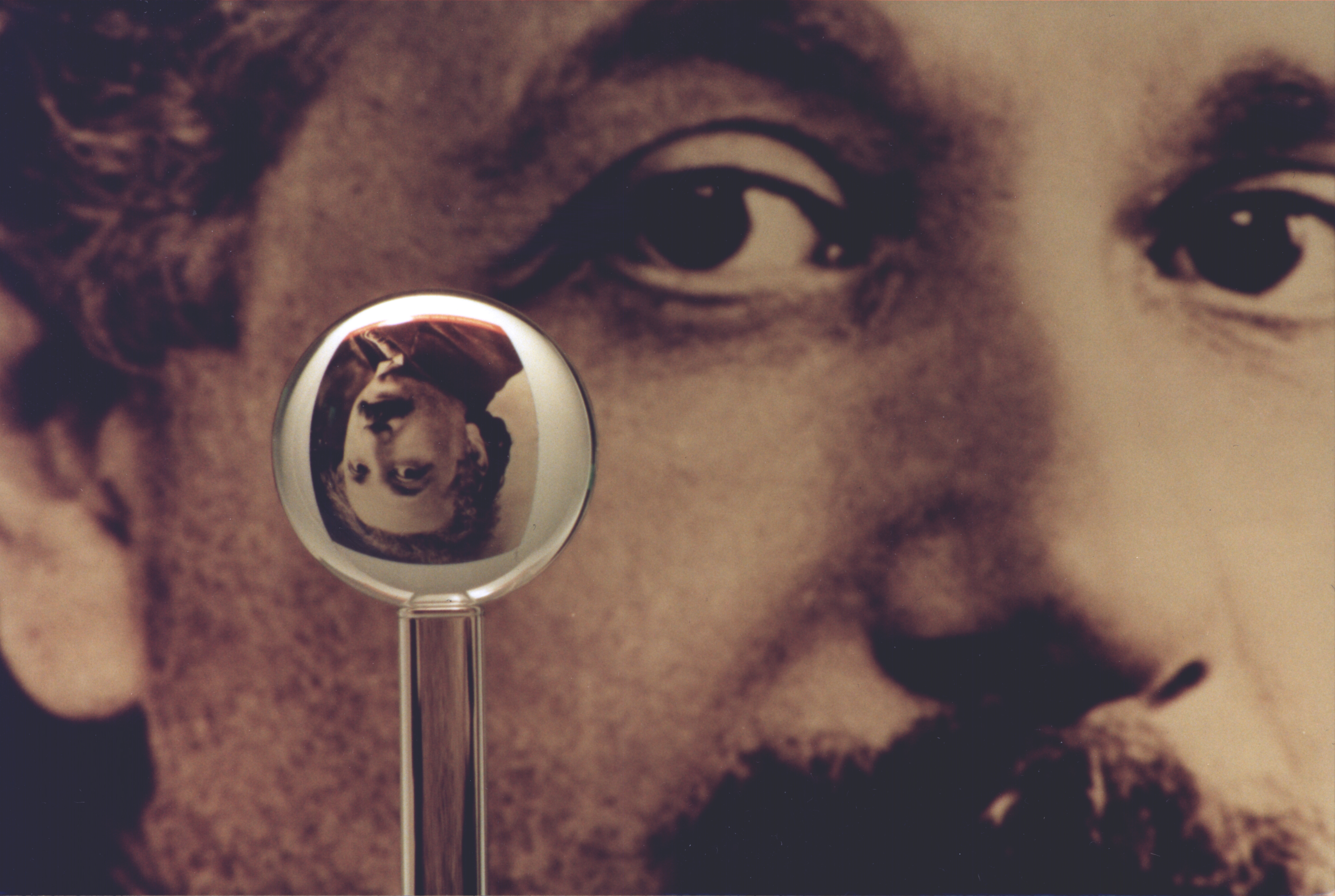
أكثر الكرات إحكاما من صنع الإنسان استخدمت للجيروسكوبات، مصنوعة من الكوارتز، وتُرى فيها هنا صورة أينشتاين.

يحوي مسبار ب لقياس الجاذبية جيروسكوب يستطيع قياس تأثيرات النظرية النسبية العامة قامت ناسا بتمويله وإرساله إلى الفضاء. وتعتبر تلك التجربة هي البعثة الثانية بعد مسبار أ لقياس الجاذبية Gravity Probe A في محيط الأرض الذي أطلقته ناسا عام 1976. أشترك في التجربة ب مع ناسا قسم الفيزياء بجامعة ستانفورد كما قامت شركة لوكهيد مارتن ببناء بعض الأجهزة.

## التجربة
تتكون تجربة المسبار ب لقياس الجاذبية أربعة جيروسكوبات نوع «لندن» وتلسكوب كمرجع موجه في اتجاه الجرم السماوي HR8703 في كوكبة الفرس الأعظم، يتكون هدا الجرم السماوي من نجم ثنائي. ويدور المسبار حول الأرض في مدار قطبي بحيث أن يكون اتجاه العزم المغزلي للجيروسكوبات أيضا في اتجاه إتش آر 8703، بذلك تكون تأثيرات تباطؤ الإطار المرجعي frame-dragging وتأثيرات دوران الأرض حول محورها على الجهاز عمودية على الجيروسكوبات فيتمكن كل جيروسكوب من قياس التأثير.
الأربعة جيروسكوبات معلقة بواسطة مجالات كهربائية داخل صندوق بها هيليوم في حالة ميوعة فائقة فتعمل على المحافظة على درجة حرارة مقدارها 2 كلفن (أي 271 درجة تحت الصفر المئوي).وتستخدم إجراء التحربة في درجة حرارة شديدة الانخفاض بهذا الحد من أجل تلافي التداخل الجزيئي، ولكي تصبح المواد المكونة للجيروسكوبات وهي الرصاص والنيوبيوم في حالة توصيل فائق.
في وقت تصنيع الجيروسكوبات، وهي كروية الشكل مصنوعة من الكوارتز، كانت تلك الكرات هي أدق كرات صنعت من قبل الإنسان. يبلغ حجم كل منها نحو حجم كرة تنس الطاولة، وكانت كل واحدة منها مثالية التكوير إلى درجة تقل عن 40 ذرة لنصف القطر (أقل من 10 نانومتر). (لو ضُخمت كرة منهم لتصبح في حجم الأرض لكان أعلى جبل أو أعمق بحر عليها يقل عن 2 متر).

كل كرة من الكوارتز مطلية بطبقة رقيقة جدا من النيوبيوم ومعلقة بواسطة مجالات كهربائية بالإضافة إلى سيل من غاز الهيليوم، ويمكن قياس محور دوران كل كرة عن طريق المجال المغناطيسي الناشئ عن النيوبيوم فائق التوصيل (تعمل مادة فائقة التوصيل دوارة على إنتاج مجال مغناطيسي في نفس اتجاه محور دورانها بالضبط).
وتم اختيار الجرم إتش آر 8400 كمرجع للاتجاه لعدة أسباب:
1. أن يكون متألقا بدرجة كافية،
2. أنه يقع تقريبا على مدار الاستواء الفلكي،
3. أن حركتة في السماء معروفة بدقة حيث يُصدر أشعة راديوية شديدة التألق.

تسجل أقل تغير لمحور دوران الجيروسكوبات بواسطة عداد حساس فائق التوصيل يسمى SQUID، وهو قادر على قياس تغير في الزاوية مقداره 1/40.000.000 من الدرجة. بهذا الطريقة يمكن قياس انحناء الزمكان بدقة 0.01%، وهي أدق طريقة استخدمت لإثبات صحة تنبؤات النظرية النسبية. كما قام المسبار بقياس تأثير لينز-ثيرينج بدقة 1 % (أن دوران كتلة كبيرة مثل الأرض تعمل على سحب الزمكان وتدوره معها).
تكلفت التجربة 750 مليون دولار أمريكي.

## مسبار فضائي سي لقياس الجاذبية

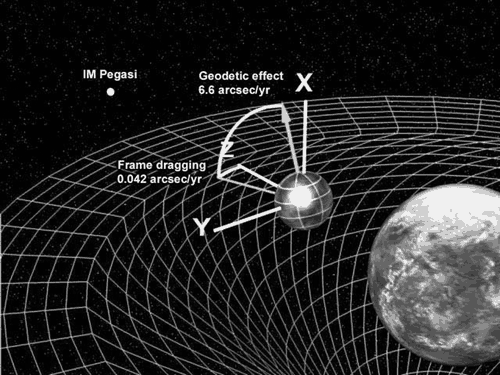
تاثير انحناء الزمكان على الجيروسكوب وتأثير تباطؤ الإطار المرجعي.

تجربة هذا المسبار (Gravity Probe C) في سبيل الإعداد وتتكون من قمرين صناعيين يدوران حول الأرض في اتجاه عكسي لبعضهما البعض. وتتنبأ النظرية النسبية بأن تأثير مغناطيسية الجاذبية الناتجة عن دوران الأرض حول محورها تغير فترة دوران القمر الصناعي حول الأرض بمقدار 100 نانوثانية.

## نتائج التجربة
كان التقدير النظري للعلماء أن محاور دوران الجيروسكوبات سوف تنحرف بمقدار 6.6 ثانية قوسية أي 1/3600 درجة سنويا بسبب انحناء الزمكان، وبمقدار 42 مللي ثانية قوسية بسبب تأثير لينز-ثيرينج (انظر الصورة). وتعتبر قياس تلك الكميات المتناهية في الصغر من الصعوبة التي تستدعي بناء جهاز الجيروسكوبات البالغ الحساسية. يبلغ قطر الأربعة كرات من الكوارتز المستخدمة للجيروسكوب 3.8 سنتيمتر مثالية الشكل وتدور في الفراغ بسرعة 10.000 دورة/ الثانية. وكان لا بد من تبريد الكرات أثناء التجربة إلى 1.8 درجة كلفن (نحو 271 درجة تحت الصفر المئوي) بحيث تصبح الطبقة الرقيقة من النيوبيوم التي تغطي الكرات فائقة التوصيل. على أن يقوم جهاز دقيق فائق التوصيل أيضا يسمى «سكويد» بقياس انحرافات محاور دوران الكرات. بذلك يصبح في إمكان الجهاز الحساس قياس زاوية انحراف لمحاور دوران الكرات بدقة 1/40.000.000 درجة (ذلك الانحراف يعادل رؤية رأس دبوس من على بعد 1000 كيلومتر). لذلك كانت هناك صعوبة بالغة للعلماء لفصل تأثيرات شوشرة النشاط الشمسي عن الـاثيرات المطلوب تعيينها.